# アーン湖 (アイルランド島)

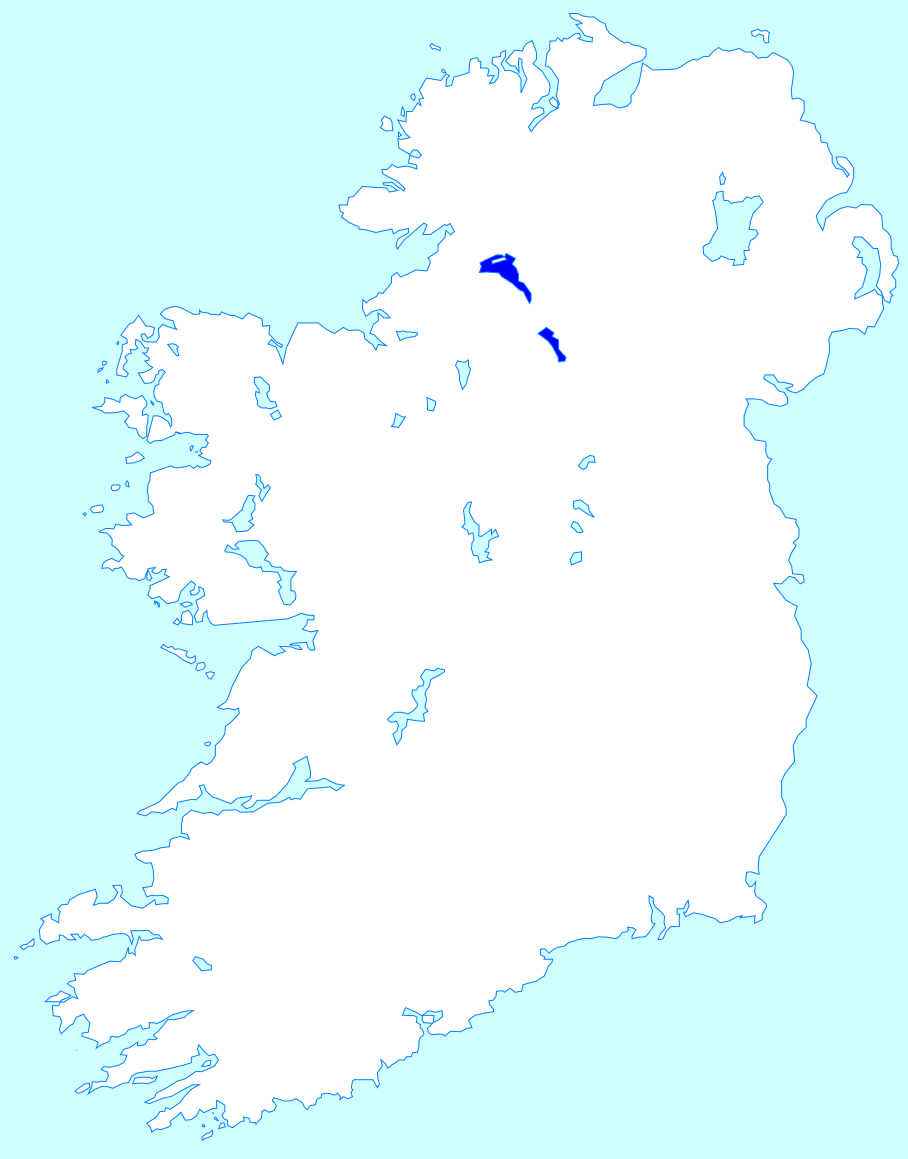
アーン湖の位置。下アーン湖は上アーン湖の北西

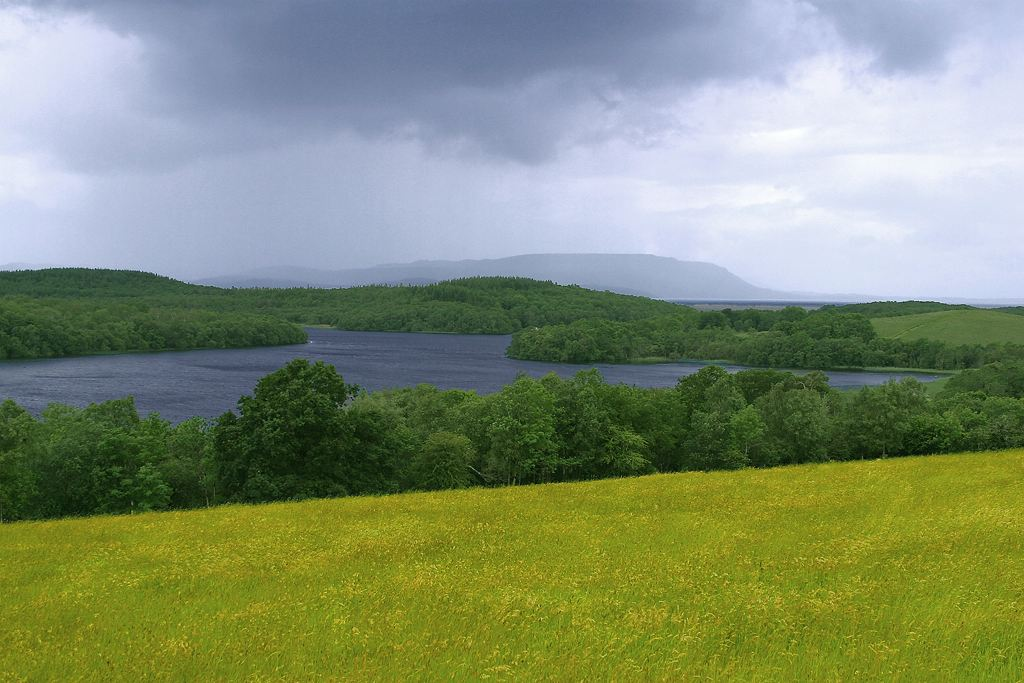
アーン湖

アーン湖 （アーンこ、愛: Loch Éirne、英: Lough Erne）は、北アイルランドにある、アーン川沿いの2つの湖の総称。川は北から流れ、西へ曲がり大西洋に注ぐ。水路は全体がファーマナ県に属する。湖南部は川上流とされて、上アーン湖と名付けられた。北側は下アーン湖である。二つの湖の間に、エニスキレンの町がある。沼地、フェン、湿潤草原およびハンノキ属、ヤナギ属のカーとコナラ属の森林に囲まれた南部の上アーン湖はオオハクチョウの越冬地であり、1997年にラムサール条約登録地となった。
シャノン＝アーン水路と呼ばれる運河が、シャノン川上流とアーン川の間に開け、南西アイルランドのシャノン河口から水路を通り大西洋へ航行可能である。
アーン湖はアイルランド島で特に美しい水路であることで知られる。一帯は釣りとウォータースポーツで人気がある。広い草地のそばに湖水が広がり、エニスキレンは2005年より毎年、ウォータースキー世界選手権の開催地となっている。2007年には、プロのウェイクボード選手権『ウェイクジャム』が開催された。カヌーもアーン湖で楽しめる。 
興味深いことに、ファーマナ県はジャガイモ飢饉の際、他県よりも状況が良かった。県内に多くの島があり、周囲を水で囲まれていたことからジャガイモ枯死が襲ってこなかったのである。アーン湖内の島々は、同時期の本土でジャガイモが枯渇したのに比較して、驚くべき量のジャガイモを収穫した。
2013年6月17・18日に、第39回主要国首脳会議（G7）が湖岸で開催された。

## 島
湖には多くの島と半島がある。下アーン湖にあるのは、ボア島、クリーニッシミーン島、クレヴィニシュゴーイ島、クルニニッシ島、デヴェニッシ島、イリー島、ホース島、イニッシ・ドーネイ島、イニッシ・フォヴァー島、イニッシ・ロファ島、イニッシ・モア島、イニッシ・ラス島、イニッシマックセイント島、イニッシマキル島、ラスティ・ベッグ島、ラスティ・モア島、ホワイト島の島々である。
上アーン湖には、ブリニッシ島、デーニッシ島、イニッシコルキシ島、イニッシクレヴン島、イニッシフェンドラ島、イニッシリーグ島、イニッシルート島、イニッシツーク島、キリゴワン島、ナーン島、トラニッシ島の島々がある。島のいくつかは私有であり、時には売りに出される。2007年、イニッシツーク島が695,000ポンドで売りに出された。